# San Xavier-reservatet
San Xavier-reservatet er et indianerreservat med hovedsæde i byen San Xavier, Arizona, USA.
Placering: 10 km sydvest for Tucson i Pima County.
Stamme: Yaqui. Kendt for: Deer Dance-statuer og børnekulturtegninger.